# William Eskelinen
Karl William Eskelinen (3 settembre 1996) è un calciatore svedese, portiere dell'AC Oulu.

## Biografia
È figlio di Kaj Eskelinen, ex attaccante con all'attivo numerose stagioni nella massima serie svedese e una in quella norvegese.

## Carriera
Dopo aver giocato da bambino nel Skogås-Trångsunds FF, piccola squadra della periferia meridionale di Stoccolma, è entrato nel florido settore giovanile del Brommapojkarna.
Nel 2014 ha avuto la prima esperienza senior al Värmdö IF in Division 2, il quarto campionato nazionale.
A fine stagione ha svolto un provino con il Sirius, squadra del campionato di Superettan, ma poi ha firmato con l'Hammarby che era appena tornato nella massima serie dopo cinque anni. Con i biancoverdi tuttavia non è mai sceso in campo in gare ufficiali, visti i prestiti al Värmdö IF (nella stagione 2015) e prima all'IFK Aspudden-Tellus e poi all'Enskede IK (nella stagione 2016). La parentesi all'Enskede lo ha visto anche debuttare nella terza serie svedese.
Libero da vincoli contrattuali, nel gennaio 2017 si è accordato con il GIF Sundsvall, ricoprendo inizialmente il ruolo di secondo portiere dietro all'esperto Tommy Naurin. Ha chiuso l'Allsvenskan 2017 con tre presenze all'attivo, ma nell'edizione successiva è stato il primo portiere della squadra biancoblu, complici anche i problemi al ginocchio dello stesso Naurin. Nel suo primo vero campionato disputato nella massima serie nazionale, Eskelinen si è messo in mostra con buone prestazioni, tanto da essere inserito a fine stagione fra i tre nominati per il premio di miglior debuttante dell'Allsvenskan 2018.
Il GIF Sundsvall – nonostante i problemi economici del club – ha provato a rinnovare il contratto di Eskelinen in scadenza a fine 2019, senza riuscirci. Per non rischiare di perdere il giocatore a parametro zero, lo ha ceduto nella finestra estiva di mercato, visto anche l'interesse di altre squadre.
Il 16 luglio 2019 Eskelinen viene così ufficializzato come un nuovo giocatore dell'Aarhus per circa 750.000 euro, firmando con la società danese un contratto quinquennale valido fino al 30 giugno 2024. Nella Superligaen 2019-2020 è stato utilizzato in 18 partite della prima fase e in 10 della seconda fase, la quale ha visto la squadra classificarsi al terzo posto, oltre alla finale play-off vinta per la qualificazione per L'Europa League. A partire dalla quarta giornata del campionato 2020-2021, tuttavia, Eskelinen ha perso il posto da titolare in favore di Kamil Grabara. Da lì in poi il tecnico David Nielsen lo ha schierato solo in una partita, tanto che nel 2021-2022 Eskelinen  non è mai stato neppure convocato, rimanendo ai margini della squadra e arrivando anche a doversi allenare con l'Under-19 del club.
Dopo aver concordato la rescissione contrattuale con i danesi, nel marzo 2022 è tornato nei campionati svedesi con l'ingaggio da parte dell'Örebro valido fino al dicembre 2023. Qui ha difeso la porta dei bianconeri in due edizioni della seconda serie nazionale (Superettan), entrambe concluse con la salvezza. Il suo contratto in scadenza non è stato poi rinnovato.
Nel marzo 2024 è stato reso noto il suo passaggio a parametro zero agli islandesi del Vestri.